# 凯尔考库陶什
凯尔考库陶什，是匈牙利佐洛州所辖的一个村，总面积20.07平方公里，总人口129，人口密度6.4人/平方公里（2010年1月1日）。